# Jean de Glasgow
 (novembre 2010).
Si vous disposez d'ouvrages ou d'articles de référence ou si vous connaissez des sites web de qualité traitant du thème abordé ici, merci de compléter l'article en donnant les références utiles à sa vérifiabilité et en les liant à la section « Notes et références ».
Jean de Glasgow (mort en 1147) est un clerc tironien du début du XIIe siècle qui devient évêque de Glasgow vers 1117.

## Biographie
Il est le chapelain et un proche confident du roi David Ier avant de devenir évêque de Glasgow et de fonder la cathédrale Saint-Mungo dans cette même ville. Il est l'un des réformateurs religieux majeurs de l'histoire écossaise. Son surnom, Achaius, latinisation de Eochaid, semble indiquer qu'il est Gaël, seulement ce nom n'est certainement pas authentique. Il est plus probablement un moine tironien d'origine française.
Lorsque David est dans l'entourage proche du roi anglais Henri Ier, il passe une bonne partie de son temps dans le nord de la France. Il cultive d'ailleurs de fortes relations avec l'ordre monastique de Bernard de Tiron, et établit en 1113 un monastère tironien à l'abbaye de Selkirk. Jean sert David en tant que chapelain à partir de 1116, et est nommé évêque de Glasgow quelque temps plus tard. Il se retrouve impliqué dans une dispute avec l'archevêque d'York, qui se généralise à tout le royaume de David. Après l'accession de Thurstan comme archevêque d'York, Jean reçoit plusieurs lettres du pape Calixte II l'ordonnant de rendre hommage à cet archevêque, ce que Jean refuse. En 1122, Thurstan le surprend, et il se rend à Rome pour faire appel. Puis il se rend en pèlerinage à Jérusalem, mais il reçoit en 1123 l'ordre du pape de retourner dans son diocèse. Jean passe par Rome en 1125 pour essayer d'obtenir l'élévation du diocèse de Saint-Andrews à l'archidiocèse. C'est probablement Thurstan qui fait échouer cette tentative en se rendant lui-même à Rome.
Le 13 avril 1125, Honorius écrit au roi David, expliquant que Jean est désormais cardinal avec autorité sur les évêques d'Écosse. 
Jean a un impact important en tant que confident de David et son rôle est crucial dans la réforme de l'église écossaise.